# Glyphocrangon spinulosa
Glyphocrangon spinulosa är en kräftdjursart som beskrevs av Faxon 1893. Glyphocrangon spinulosa ingår i släktet Glyphocrangon och familjen Glyphocrangonidae. Inga underarter finns listade i Catalogue of Life.

## Bildgalleri

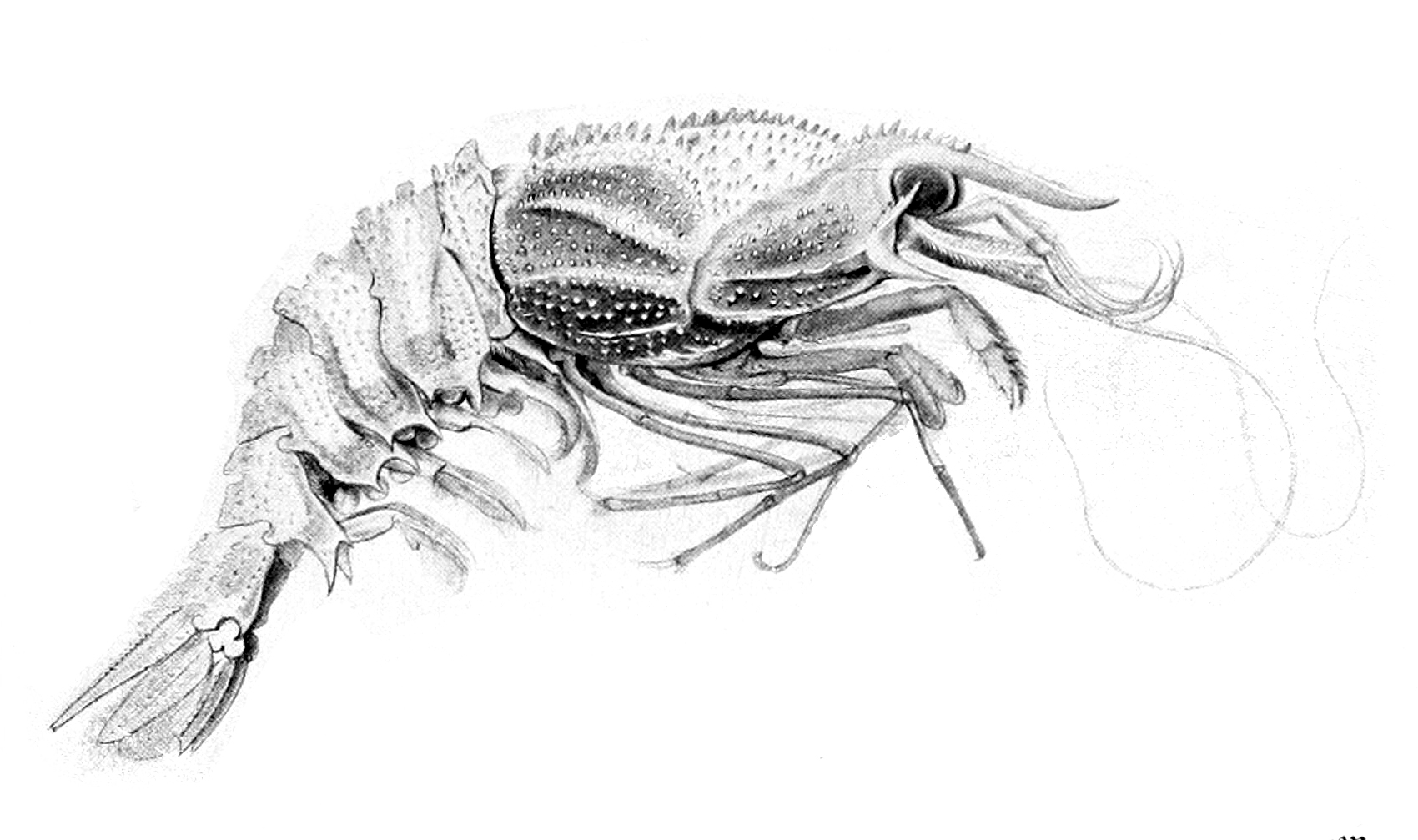